# Anelasmocephalus lycosinus
Espèce
Synonymes
- Anelasma lycosinum Sørensen, 1873

Anelasmocephalus lycosinus est une espèce d'opilions dyspnois de la famille des Trogulidae.

## Distribution
Cette espèce est endémique d'Italie. Elle se rencontre dans les Apennins de Bologne à Salerne.

## Description
L'holotype mesure 2 mm.
Les mâles mesurent de 2,0 à 2,9 mm et les femelles de 2,0 à 3,0 mm.

## Systématique et taxinomie
Cette espèce a été décrite sous le protonyme Anelasma lycosinum par Sørensen en 1873. Le nom Anelasma Sørensen, 1873 étant préoccupé par Anelasma Darwin, 1854, il est remplacé par Anelasmocephalus par Simon en 1879.

## Publication originale
- Sørensen, 1873 : « Bidrag til Phalangidernes Morphologi og Systematik samt Beskrivelse af nogle nye, herhen hørende Former. » Naturhistorisk Tidsskrift, sér. 3, vol. 8, p. 489–525 (texte intégral).